# Memecylon calophyllum
Memecylon calophyllum är en tvåhjärtbladig växtart som beskrevs av Ernest Friedrich Gilg. Memecylon calophyllum ingår i släktet Memecylon och familjen Melastomataceae. Inga underarter finns listade i Catalogue of Life.